# 八颗街道
八颗街道，是中华人民共和国重庆市长寿区下辖的一个乡镇级行政单位。

## 行政区划
八颗街道下辖以下地区：
八颗村、丰胜村、石马村、曙光村、武华村、幸福村、水井村、核桃村、新桥村、高新村、美满村、付何村、鹿坪村、梓潼村和干滩村。